# Song to Woody
Song to Woody è una canzone del cantautore statunitense Bob Dylan, registrata sul suo primo omonimo album.
Presentato da Dylan come il primo pezzo da lui scritto, Song to Woody è dedicata alla figura di Woody Guthrie, di grande ispirazione per Dylan negli anni precedenti alla registrazione del primo album. Nel pezzo sono inoltre citati Cisco Houston e Leadbelly, altri artisti che hanno influenzato Dylan, nonché amici di Guthrie stesso.
La melodia è presa direttamente da 1913 Massacre, pezzo scritto e registrato dallo stesso Guthrie nel 1941.
Una cover della canzone è stata realizzata dai Silverstein ed inserita come bonus track digitale nella compilation Chimes of Freedom - The Songs of Bob Dylan, in cui numerosi artisti della scena internazionale reinterpretano canzoni di Bob Dylan in occasione dei suoi 50 anni di carriera.
La canzone è ripresa nelle scene iniziali del biopic sui primi anni della carriera di Dylan A Complete Unknown diretto da James Mangold.